# Ergokalciferol
Ergokalciferol je jedna z forem vitaminu D, též bývá nazýván vitamin D2. Prodává se pod různými obchodními názvy, např. Deltalin, Drisdol nebo Calcidol. Vzniká z ergosterolu fotochemickou reakcí působením ultrafialového záření.
Ergokalciferol se široce používá jako vitaminový doplněk, podle klinických doporučení z roku 2011 je považován za stejně účinný jako cholekalciferol (vitamin D3), vznikající přirozeně při expozici kůže UV záření. Existují však rozporuplné důkazy ohledně toho, jak se D2 a D3 chovají v těle a zda jsou srovnatelně potentní. Některé studie naznačují, že je D3 potentnější, jiné však svědčí pro srovnatelně silný účinek.